# Weygoldtia hainanensis
Espèce
Weygoldtia hainanensis est une espèce d'amblypyges de la famille des Charinidae.

## Distribution
Cette espèce est endémique de Hainan en Chine. Elle se rencontre vers Dongfang.

## Description
Le mâle holotype mesure 14,4 mm et la femelle paratype 13,5 mm.

## Étymologie
Son nom d'espèce, composé de hainan et du suffixe latin -ensis, « qui vit dans, qui habite », lui a été donné en référence au lieu de sa découverte, Hainan.

## Publication originale
- Zhu, Wu, Liu, Reardon, Román-Palacios, Li & He, 2021 : « A new species of whip spider, Weygoldtia hainanensis sp. nov., from Hainan, China (Arachnida: Amblypygi: Charinidae). » Zootaxa, no 5082(1), p. 65-76.